# 제사 로즈
제사 로즈(Jessa Rhodes, 1981년 9월 3일 ~ )는 미국의 포르노 배우이다.